# Siège de Santarém (1147)
Reconquista
Batailles
- Covadonga (722)
- Burbia (791)
- Lutos (794)
- Barcelone  (801)
- Clavijo (844)
- San Esteban de Gormaz  (917)
- Simancas (939)
- Barcelone (985)
- Torà (1006)
- Barbastro (1064)
- Sagrajas (1086)
- Alcoraz (1096)
- Bairén (1097)
- Consuegra (1097)
- Uclès (1108)
- Croisade norvégienne (1108-1109)
- Valtierra (1110)
- Congost de Martorell (1114)
- Cutanda (1120)
- Fraga (1134)
- Oreja (1139)
- Ourique (1139)
- Coria  (1142)
- Santarém  (1147)
- Lisbonne  (1147)
- Santarém  (1184)
- Alarcos (1195)
- Al-Damus  (1210)
- Las Navas de Tolosa (1212)
- Majorque  (1229)
- Jerez (1231)
- Puig de Cebolla (1237)
- Séville (1247-1248)
- Salé (1260)
- Révolte mudéjar  (1264-1266)
- Écija (1275)
- Algésiras  (1278-1279)
- Moclín  (1280)
- Gibraltar  (1309)
- Gibraltar  (1315)
- Gibraltar  (1333)
- Tarifa / Río Salado (1340)
- Algésiras  (1342-1344)
- Gibraltar  (1349-1350)
- Gibraltar  (1411)
- Ceuta (1415)
- La Higueruela (1431)
- Campagne de Grenade (1482-1492) : Lucena - Grenade

Le Siège de Santarém a lieu le 15 mars 1147, lorsque les troupes du Royaume de Portugal, sous le commandement du Roi Alphonse Ier de Portugal capturent la ville de Santarém.

## Préludes
Le 10 mars 1147, le roi Alphonse Ier de Portugal quitte Coimbra, accompagné de 250 de ses meilleurs chevaliers, avec l'intention de s'emparer de la ville maure de Santarém, un objectif qu'il a déjà réussi à atteindre. 
La conquête de Santarém est d'une importance vitale dans la stratégie d'Alphonse ; sa possession mettrait fin aux attaques musulmanes successives sur Coimbra et Leiria et permettrait également de lancer une future offensive sur Lisbonne.
Cette stratégie est d'assaillir la ville pendant la nuit, afin de prendre les Maures par surprise. Alphonse a déjà envoyé le portugais Mem Ramires à Santarém déguisé en commerçant dans le but d'étudier la structure de la ville pour la conquête.
Après la première journée du voyage de Coimbra à Santarém, le roi Alphonse envoie un émissaire à Santarém annonçant aux Maures que la trêve est terminée et qu'ils doivent évacuer la ville.

## La chute de Santarém
Dans la nuit du 14 mars, le roi Alphonse et son armée arrivent devant Santarém. Vingt-cinq chevaliers escaladent alors les murs au moyen d'échelles et tuent les gardes Maures, puis forcent leur chemin vers la porte, qu'ils ouvrent, permettant au reste de l'armée portugaise d'entrer dans la ville. Réveillés par les cris de leurs hommes, les Maures accourent de tous côtés pour faire face aux attaquants portugais et opposent une résistance farouche dans les rues de la ville. Mais ils finissent par être vaincus et sont exécutés. Au matin, la victoire des portugais est complète et Santarém devient une partie du jeune royaume.

## Après le siège
Après la conquête de Santarém, Alphonse Ier de Portugal tourne son attention vers la ville de Lisbonne, qu'il conquiert en octobre avec l'aide d'une flotte de croisés de la Deuxième Croisade qui faisait étape au Portugal, sur leur route pour la Terre sainte.